# وی (رودخانه)

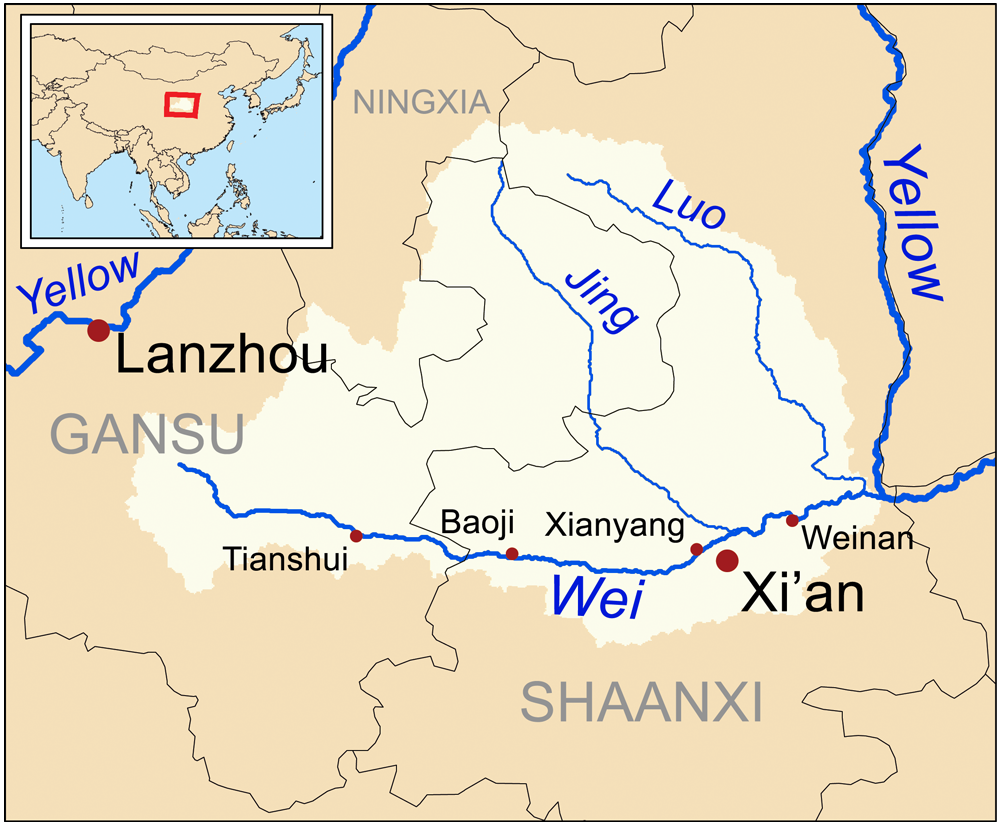
حوضه آبریز رود وی

وِی رودخانهٔ بزرگی در غرب مرکز استان‌های گانسو و شاآنشی چین است. وی بزرگترین شاخهٔ رود هوانگ هو است و نقش بسیار مهمی در توسعهٔ اولیهٔ تمدن چین داشته است.